# Fortuyn/O'Brien

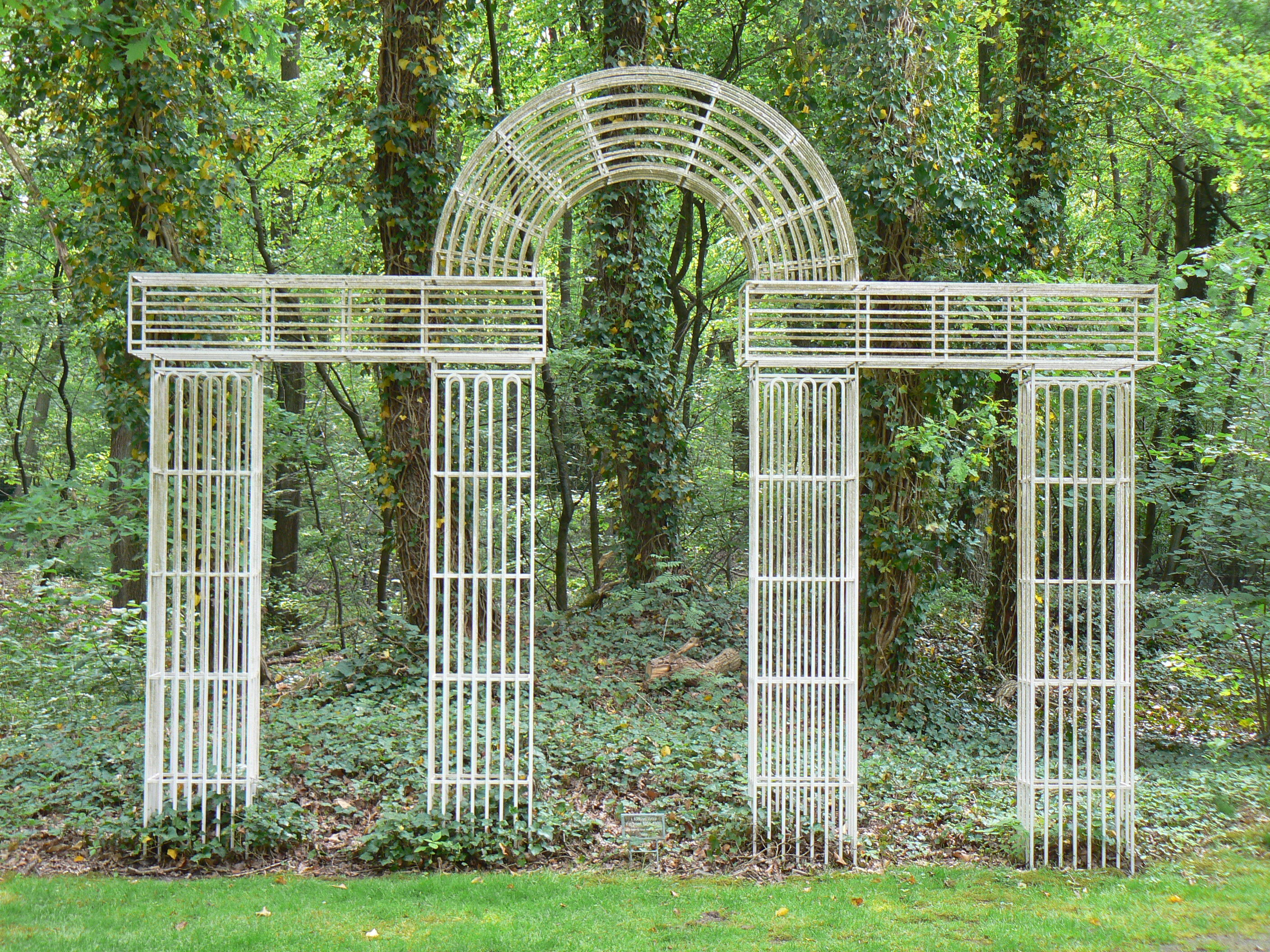
Onderdeel van The twenty-four men in white, 1988, Kröller-Müller Museum

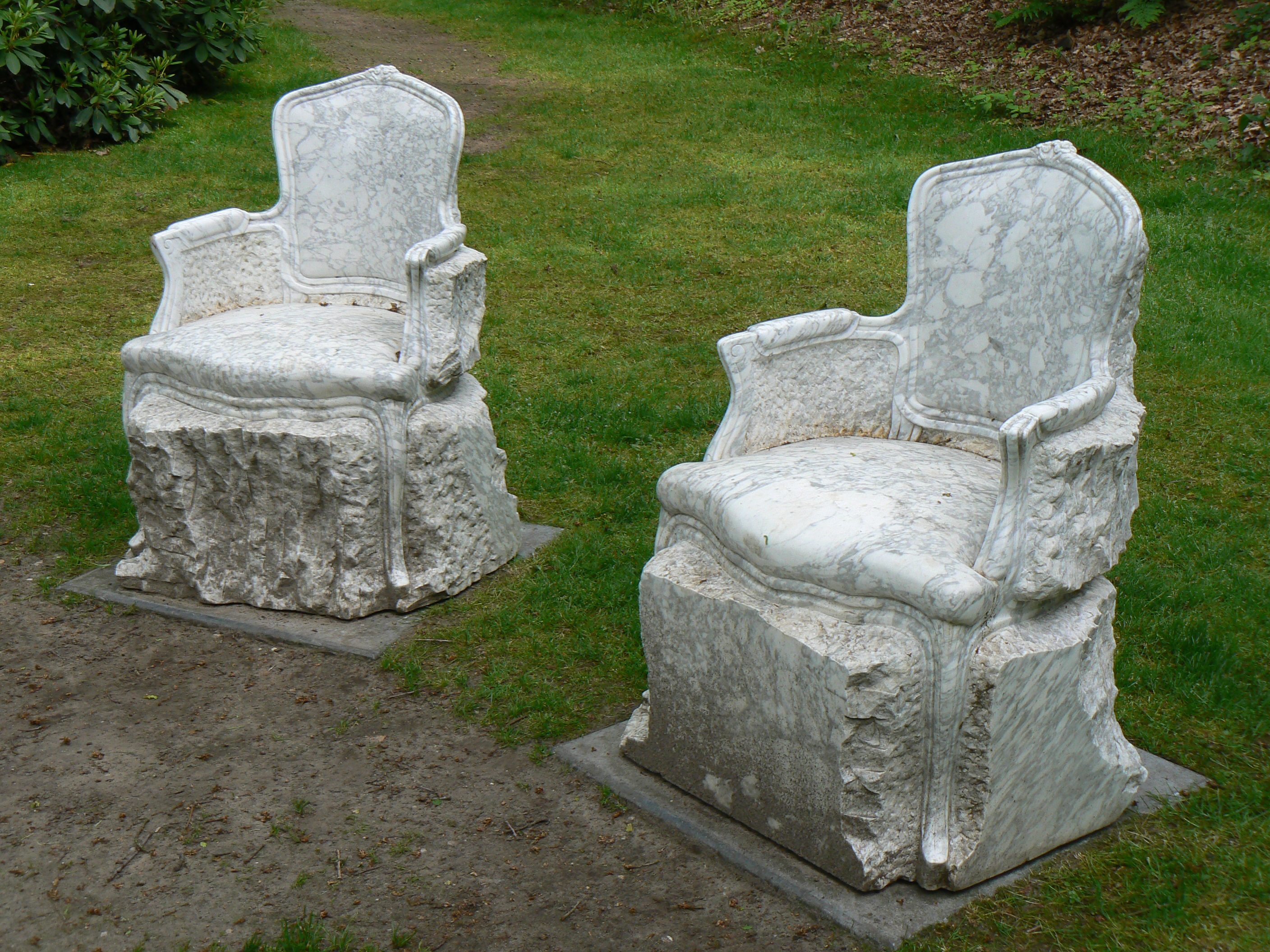
Kröller-Müller Museum

Fortuyn/O'Brien was een Nederlands-Brits kunstenaarsduo.
Het duo bestond van 1983 tot 1988 uit het kunstenaarsechtpaar:
- Irene Droogleever Fortuyn of Irene Fortuyn (Geldrop, 20 maart 1959),[1] Nederlandse beeldhouwer en installatiekunstenaar;
- Robert O'Brien (Bromyard, 7 december 1951 – Amsterdam, 16 april 1988),[2] Britse beeldhouwer en schilder.

In 1986 namen zij deel aan de expositie Sonsbeek '86 in Arnhem en in 1988 aan de Biënnale van Venetië. Na de dood van O'Brien in 1988 bleef Irene Fortuyn (ook wel Irene Fortuyn-O'Brien) onder de naam Fortuyn/O'Brien doorwerken. Zij kreeg in 1991 een solo-expositie Marble Public in het Stedelijk Museum in Amsterdam en in 1992 werd Fortuyn/O'Brien uitgenodigd voor deelname aan DOCUMENTA IX in de Duitse stad Kassel.
Irene Fortuyn woont en werkt in Amsterdam en is docente aan de Koninklijke Academie van Beeldende Kunsten in Den Haag.

## Werken (selectie)
- The Owl and the Pussycat Went to See (1986), Beeldenpark van het Museum Arnhem
- The twenty-four men in white (1988), 4-delig, beeldenpark van het Kröller-Müller Museum in Otterlo
- Oude dorp, nieuwe stad (1988), Marseillepad/Lyonpad in Zoetermeer
- Prieelobjecten (1989), De Heemgaard in Apeldoorn
- Bronzen bankje (1990),[3] Wijkpark Camminghaburen in Leeuwarden
- Cave Canem (1993),[4] collectie Ministerie van Buitenlandse Zaken in Den Haag
- Passanten (1995),[5] Stadhuis Spui in Den Haag
- In the Woods (Seven bronze trees) & Silence (Five gilded bronze drops) (1997/98), Molendael Ziekenhuis in Baarn
- Landschapsarchitectuur (1998),[6] Wilhelminapark Amsterdam-Slotervaart
- De tuinkamer (2005),[7] Ziekenhuis Amstelland, Laan van de Helende Meesters in Amstelveen